# Марейниссен, Лилиан
Лилиан Марейниссен (нидерл. Lilian Marijnissen; род. 11 июля 1985, Осс, Северный Брабант) — нидерландский профсоюзный и политический деятель. В прошлом — политический лидер Социалистической партии (SP) (2017—2023), депутат Второй палаты (2017—2023).

## Биография
Родилась 11 июля 1985 года в городе Осс в провинции Северный Брабант. 
Её мать Мари-Анн Марейниссен (Mari-Anne Marijnissen) была муниципальным советником, а в 1998—2000 годах — руководителем департамента культуры, молодежи и СМИ муниципального совета города Осс от Социалистической партии, посновательницей и первой руководительницей Speeltuin Elckerlyc — детской площадки в Оссе.
Её отец Ян Марейниссен (род. 1952) — бывший лидер Социалистической партии. В возрасте 4 лет Лилиан участвовала в кампании отца и была изображена на плакате парламентских выборов 1989 года — сидит со своим отцом на велосипеде. При Яне Марейниссене партия достигла своего лучшего результата, на парламентских выборах 2006 года получила 25 мест.
В 2006 году получила степень бакалавра политологии в Университете Неймегена. Затем получила степень магистра политологии в Амстердамском университете.
В 2008 году стала сотрудницей профсоюза государственных служащих Abvakabo (в 2015 году поглощён профсоюзом FNV), где занималась защитой трудовых прав работников здравоохранения. В августе 2016 года покинула профсоюз для участия в предвыборной кампании.

## Политическая карьера
В возрасте 16 лет баллотировалась от Социалистической партии на муниципальных выборах 2002 года в Оссе. Была избрана, но не получила мандат сразу из-за того, что не достигла возраста 18 лет. 11 сентября 2003 года, через два месяца после восемнадцатилетия, Лилиан заняла место в совете, которое ей уступил однопартиец. Стала самым молодым муниципальным советником в стране. Переизбрана на муниципальных выборах 2006, 2010 и 2014 годов.
На парламентских выборах 15 марта 2017 года занимала третье место в партийном списке. По результатам выборов избрана членом Палаты представителей Нидерландов. 23 марта получила мандат и возглавила парламентскую фракцию.
После отставки Эмиля Румера, который возглавлял партию в 2010—2017 годах, 13 декабря 2017 года избрана политическим лидером Социалистической партии. Её конкуренткой на выборах была Садет Карабулут.
Возглавила партийный список на парламентских выборах 2021 года. Возглавила партийный список на  парламентских выборах 2023 года. В рамках предвыборной кампании появилась в ноябрьском номере Playboy, для которого дала интервью и снялась в костюме для кикбоксинга.
По результатам выборов Социалистическая партия потеряла четыре места. 13 декабря Лилиан Марейниссен ушла из политики. Новым лидером Социалистической партии стал Джимми Дейк. Её мандат во Второй палате перешёл к Саре Доббе.

## Личная жизнь
Живёт в Оссе.
Журнал Privé рассказал об отношениях Лилиан Марейниссен с телеведущим Яном Слагтером (род. 1954), основателем и директором телекомпании Omroep MAX. Широко обсуждаемый роман упомянул в шутке премьер-министр Марк Рютте на ужине корреспондентов в феврале 2016 года: «Дочь Яна готовят к политике. Она даже проходит медиа-тренинг в Omroep Max.» В заявлении для газеты Algemeen Dagblad Слагтер и Лилиан Марийниссен отрицали, что состоят в отношениях. «Мы хорошо ладим как в социальном, так и в личном плане, и нас связывают хорошие дружеские отношения», — говорится в заявлении. «Однако это не означает, что существуют отношения». 
С 2018 года встречалась со спортивным журналистом Бартом Ноллесом (род. 1981). В октябре 2022 года главный редактор журнала Privé Эверт Сантегудс сообщил, что отношения закончились к Рождеству 2021 года. В статье с интервью Марийниссен в августе 2023 года газета Algemeen Dagblad сообщает: «Последние отношения, которые были у Лилиан Марийниссен, уже давно закончились».
3 сентября 2024 года родила дочь Лару Марию Янсен Марейниссен (Lara Marie Jansen Marijnissen) от своего партнёра Юри Янсена (Joeri Jansen), сотрудника рекламной компании в Амстердаме.